# Henri Lazarini
Henri Lazarini est un metteur en scène de théâtre français, né le 14 juin 1935 à Marseille et mort à Bastia le 23 juillet 2017. 

## Biographie
Licencié ès-lettres et diplômé de l’École Supérieure de Journalisme à Paris, il enseigne l'art dramatique au lycée français de New-York. 
En 1962, il crée le festival d'art dramatique de la Haute-Auvergne au Château de Pesteils, lieu connu pour avoir accueilli le tournage de L'Éternel Retour de Jean Delannoy, sur un scénario de Jean Cocteau. En 1968, il crée la compagnie d’art dramatique Théâtre 91 à Palaiseau. C'est dans cette même commune de l'Essonne qu'il fonde, en 1986, le théâtre de La Mare au Diable, qu'il dirige jusqu'en 2003. En 1992, il crée également à Paris le théâtre La Mare au Diable-Rive Gauche. 
À l'occasion de la création de la pièce L'Autre Versant de la Vie ?, d'Ode Pactat-Didier, en 2014, Henri Lazarini exprime ainsi sa conception du métier : « Le metteur en scène, c'est un serviteur. Il est là pour servir un auteur. Donc je vais essayer de monter cette pièce le plus honnêtement possible, en respectant les desiderata de l'auteur, ses idées surtout. Je ne fais pas de différence entre une pièce ésotérique et un drame shakespearien. Pour moi, c'est pareil. » 
Il est le père de l'actrice et metteur en scène Frédérique Lazarini et Xavier Lazarini (éclairagiste) et le grand-père d'Hugo Givort. 
En 2017, il co-met en scène, avec sa fille Frédérique Lazarini, Lucrèce Borgia, et signe la dramaturgie de L'Avare de Molière, également mis en scène par sa fille au Théâtre 14 Jean-Marie Serreau, à l'automne. Il ne verra cependant jamais cette pièce achevée, puisqu'il décède le 23 juillet 2017, à l'âge de 82 ans, des suites d’un arrêt cardiaque. Au lendemain d'une cérémonie religieuse à l'église Saint-Martin de Sisco, Henri Lazarini est incinéré le samedi 29 juillet 2017, au crématorium de Bastia Ondina. 

## Mise en scène
- 1962 : Marie Tudor de Victor Hugo, Festival de la Haute Auvergne
- 1963 : La Tour de Nesle d'Alexandre Dumas
- 1963 : Le Légataire universel de Jean-François Regnard, théâtre Édouard VII
- 1964 : Le Corsaire de Marcel Achard
- 1975 : Le bonheur est dans le pré
- 1984 : Les Enfants du paradis adaptation du film de Marcel Carné
- 1985 : Paris la fête spectacle à partir de dialogues de films de l'après-guerre
- 1986 : L'Orchestre de Jean Anouilh, New-York et au "Bec-Fin" Paris
- 1986 : Paris en 1900, la femme..., d'après Jules Renard, Georges Feydeau, Georges Courteline, New-York
- 1986 : Le Montreur de marionnettes de Valle-Inclán, Théâtre de La Mare au diable Palaiseau
- 1986 : La Belle de Lima d'après Le Carrosse d'or de Jean Renoir, Théâtre de la Mare au diable Palaiseau
- 1987 : La Pie voleuse Création à partir d'un légende Parisienne)
- 1987 : L'Arlésienne d'Alphonse Daudet
- 1987 : Le Feu sous la cendre d'Henri Lazarini
- 1988 : Les Caprices de Marianne d'Alfred de Musset
- 1989 : Le Naïf amoureux de Paul Guth
- 1989 : Les Diamants de la liberté d'après Le Collier de la Reine d'Alexandre Dumas, Théâtre de La Mare au diable Palaiseau
- 1990 : Les Fourberies de Scapin de Molière
- 1990 : Mort d'un vampire trop honnête de Bernard Da Costa, création Festival Off d'Avignon
- 1991 : L'École des cocottes de Paul Armont et Marcel Gerbidon
- 1991 : Le Malade imaginaire de Molière
- 1992 : L'Avare de Molière
- 1992 : La Dame aux camélias d'Alexandre Dumas Fils, Théâtre de La Mare au diable Palaiseau
- 1993 : Le Roman d'un tricheur de Sacha Guitry, théâtre Montparnasse
- 1993 : Fabien de Marcel Pagnol et La Cage aux Folles de Jean Poiret adaptées par Henri Lazarini sous forme de comédie musicale avec les Ballets Le Cossec
- 1994 : Rond-Point de Gabriel Boustany, Théâtre de Beyrouth
- 1994 : Encore une minute de Jean Peacock
- 1997 : Joyeux Noël de Bruno Druart, Théâtre de La Mare au diable Palaiseau, théâtre Rive Gauche
- 1997 : Cyrano de Bergerac d'Edmond Rostand, théâtre du Ranelagh
- 1998 : Baby Doll de Tennessee Williams, théâtre Mouffetard
- 1999 : Le Sicilien ou l'Amour peintre de Molière

- 2000 : Ruy Blas de Victor Hugo, Théâtre de La Mare au Diable Palaiseau
- 2000 : Un air de famille de Jean-Pierre Bacri et Agnès Jaoui, théâtre de Nesle
- 2001 : Double Vie fantaisie musicale d'Henri Lazarini, Théâtre de La Mare au Diable Palaiseau
- 2001 : Lorenzaccio, une conspiration en 1537 d'après Alfred de Musset et George Sand, théâtre Mouffetard
- 2004 : La Poison de Sacha Guitry, Théâtre 14 Jean-Marie Serreau
- 2004 : Pygmalion de George Bernard Shaw, Espace Maurice Béjart Verneuil-sur-Seine
- 2004 : Le Cid d'après Guillén de Castro et Corneille, Théâtre de Longjumeau
- 2004 : Le Bourgeois gentilhomme de Molière, Théâtre de Longjumeau
- 2006 : Le Barbier de Séville de Beaumarchais, Théâtre La Mare au Diable Palaiseau, Théâtre de Montreux Riviera, Théâtre de Longjumeau, tournée
- 2007 : Le Médecin malgré lui de Molière, Théâtre La Mare au Diable Palaiseau, Théâtre de Montreux Riviera, Théâtre de Longjumeau
- 2008 : Le Voyage de monsieur Perrichon d'Eugène Labiche, Théâtre de Longjumeau
- 2008 : Singuliers/Pluriels 6 courtes pièces de Christophe Averlan, Jean-Marie Besset, Rémi de Vos, Jean-Michel Ribes, mise en scène avec Stéphane Rugraff, Théâtre de Longjumeau
- 2009 : Les Demoiselles de Monte-Carlo création collective d’après Certains l'aiment chaud, Théâtre La Mare au Diable Palaiseau
- 2009 : La Célestine de Fernando de Rojas, mise en scène avec Frédérique Lazarini, Vingtième Théâtre
- 2010 : Thé et confidences de Julien Antonin, tournée
- 2010 : Les Précieuses ridicules de Molière, Théâtre de Longjumeau, Théâtre Montreux-Riviera
- 2010 : Le Fantôme de l'Opéra de Gaston Leroux, Théâtre 14 Jean-Marie Serreau
- 2011 : Le Songe d'une nuit d'été de William Shakespeare, Théâtre de Longjumeau, Opéra de Massy
- 2013 : Occupe-toi d'Amélie de Georges Feydeau, Théâtre 14 Jean-Marie Serreau
- 2014 : L'Autre Versant de la Vie ? d'Ode Pactat-Didier, Théâtre Clavel (Paris)
- 2015 : Cyrano de Bergerac d'Edmond Rostand, Théâtre 14
- 2017 : Lucrèce Borgia de Victor Hugo, avec Frédérique Lazarini, Emmanuel Dechartre, Didier Lesour, Marc-Henri Lamande et Hugo Givort Théâtre 14

## Opéra
- 2000 : Le Turc en Italie de Gioachino Rossini
- 2003 : Carmen de Georges Bizet
- 2004 : Le Pays du sourire de Franz Lehar
- 2008 : La Pie voleuse de Gioachino Rossini, Opéra de Massy